# محطة قطار العطاف
محطة العطاف هي محطة قطار جزائرية ، تقع في بلدية العطاف ، ولاية عين الدفلى. تُعدّ جزءًا من شبكة الخطوط الإقليمية التي وتديرها الشركة الوطنية للنقل بالسكك الحديدية في الجزائر.

## الموقع في السكك الحديدية
تقع المحطة على خط الجزائر - وهران ، حيث تسبقها محطة سيدي بوعبية وتتبعها محطة بير الصفصاف.

## خدمة الركاب

### الخدمة
محطة العطاف تخدمها:
- قطارات الخط الرئيسي لخط الجزائر - وهران[1]
- القطارات الإقليمية للاتصالات:
  - الجزائر – الشلف؛
  - الشلف – خميس مليانة.

## روابط خارجية
- "ش.و.ن.س.ح". الشركة الوطنية للنقل بالسكك الحديدية. مؤرشف من الأصل في 2025-05-05.